# عبد الله النهيان
عبد الله ناصر النهيان مواليد 25 يونيو 2001 في ، السعودية، هو لاعب كرة قدم سعودي لعب سابقاً لنادي الثقبة في الدفاع.